# 于尔特
于尔特（法語：Urt，法語發音：[yʁt]）是法国大西洋比利牛斯省的一个市镇，位于该省西北部，属于巴约讷区和巴斯克地区城市公共社区。

## 地理
于尔特（43°29'39"N, 1°17'26"W）面积18.99 平方千米，位于法国新阿基坦大区大西洋比利牛斯省，该省份为法国东南部省份，涵盖了贝阿恩与北巴斯克，西临大西洋比斯開灣，北至朗德省，东北接热尔省，东临上比利牛斯省，南与西班牙接壤。
与于尔特接壤的市镇（或旧市镇、城区）包括：于尔屈特、圣巴泰勒米、圣洛朗德戈斯、布里斯库斯、巴尔多斯、吉什、阿斯帕伦。
于尔特的时区为UTC+01:00、UTC+02:00（夏令时）。

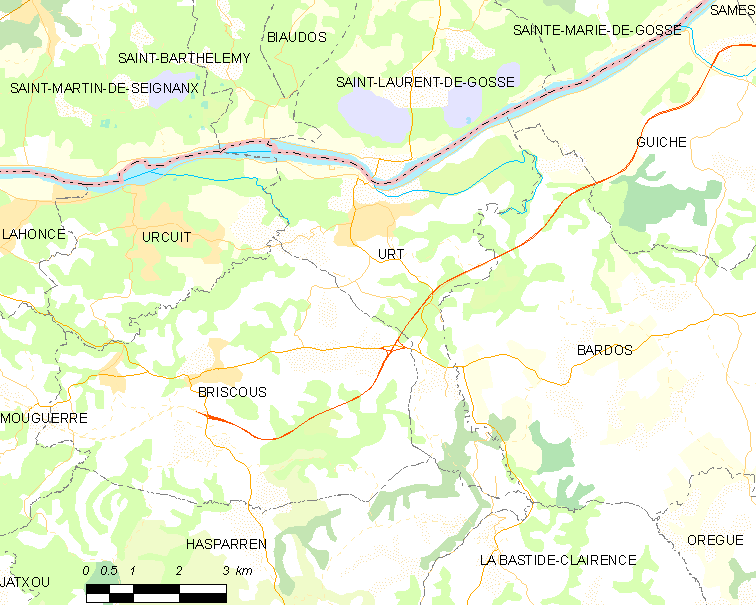
于尔特的OSM定位图

## 行政
于尔特的邮政编码为64240，INSEE市镇编码为64546。

## 政治
于尔特所属的省级选区为尼夫-阿杜尔县。

## 人口

1962-2008年间于尔特人口变化图示

于尔特于2022年1月1日时的人口数量为2342人。